# Meticci del Capo

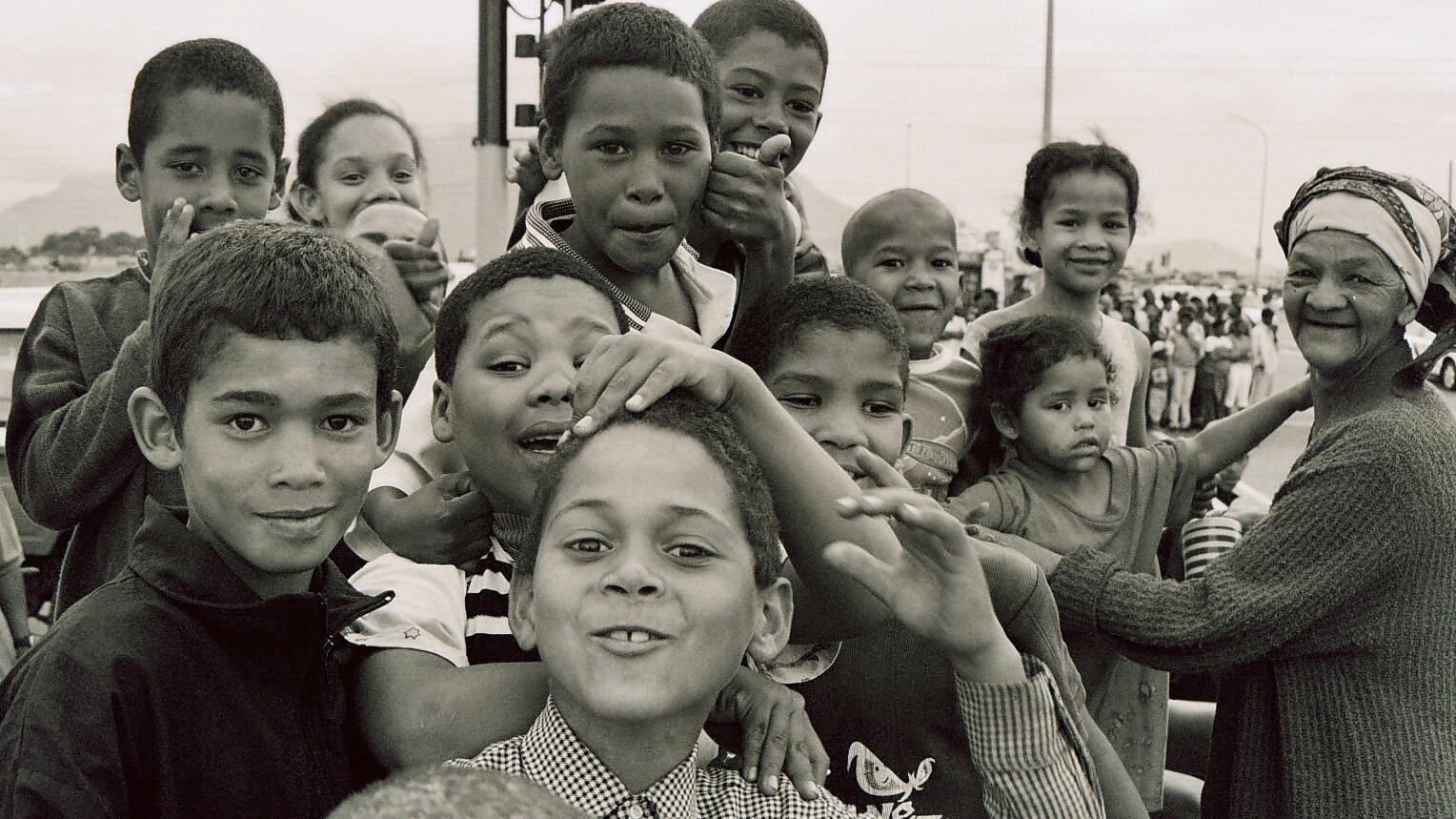
Ragazzi della comunità meticcia del Capo

I meticci del Capo (in inglese Cape Coloured, "persona di colore del Capo") sono i discendenti moderni, spesso di sangue misto, degli schiavi importati in Sudafrica fra il XVI e il XVII secolo dai coloni olandesi (più tardi noti col nome di Afrikaner). 

## Caratteristiche
Gruppo predominante nella Provincia del Capo Occidentale (che corrisponde alla zona da cui si sviluppò il primo insediamento olandese nel Sudafrica), conta circa 4.000.000 di persone. Nella maggior parte dei casi, i meticci del Capo parlano l'afrikaans come lingua madre.

## Storia
Le origini etniche dei meticci del Capo sono piuttosto varie. I Boeri importarono schiavi dalla Malaysia, dal Madagascar e dal Mozambico, e i corrispondenti gruppi etnici si mischiarono nel tempo sia con i bianchi che con le popolazioni indigene locali Khoisan. 
Questa popolazione decisamente eterogenea fu impropriamente identificata con un "gruppo etnico" per la prima volta dal regime dell'apartheid nella prima metà del XX secolo, che stabilì anche alcuni principi (non meno discutibili da un punto di vista antropologico) per distinguere altri sottogruppi di coloured (come i cape malays, "malesi del Capo"). 
Oggi l'espressione cape coloured viene usata in Sudafrica solo in senso informale per indicare quelle popolazioni di sangue misto dotate di una pelle di colore più chiaro rispetto alle popolazioni indigene dell'Africa meridionale. 